# Viktor Kratasiuk
Viktor Ivanovich Kratasiuk –en ruso, Виктор Иванович Кратасюк– (Poti, URSS, 30 de enero de 1949–Poti, Georgia, 18 de marzo de 2003) es un deportista soviético que compitió en piragüismo en la modalidad de aguas tranquilas. Ganó una medalla de oro en los Juegos Olímpicos de Múnich 1972, en la prueba de K2 1000 m.

## Palmarés internacional
| Juegos Olímpicos | Juegos Olímpicos | Juegos Olímpicos | Juegos Olímpicos |
| Año              | Lugar            | Medalla          | Competición      |
| ---------------- | ---------------- | ---------------- | ---------------- |
| 1972             | Múnich (RFA)     | Medalla de oro   | K2 1000 m        |